# Distrito de Ammerland
Ammerland (procedente de Ameri + Land = idioma indogermánico: Sumpfland) es un distrito ubicado al noroeste de Alemania en el Bundesland de Baja Sajonia. La capital de distrito es la ciudad de Westerstede.

## Geografía
El distrito de Ammerland limita al oeste con el distrito de Leer, al norte con el distrito de Frisia, al este con el distrito de Wesermarsch y con la ciudad de Oldemburgo y al sur con el distrito de Oldemburgo y Cloppenburg.

## Composición territorial del distrito
El distrito de Ammerland se compone de 6 municipios (Einheitsgemeinden). La única ciudad es la capital del distrito que se ubica en Westerstede.
| Municipio       | Habitantes |
| Bad Zwischenahn | 27.131     |
| Westerstede     | 22.088     |
| Edewecht        | 20.930     |
| Rastede         | 20.466     |
| Wiefelstede     | 14.703     |
| Apen            | 10.996     |

Estado a: 30 de junio de 2006

## Especialidades culinarias
- Grünkohl con Pinkel
- Smoortaal
- Ammerländer Schinken - Pollo de Ammerland
- Ammerländer Aal - Anguila de Ammerland
- Ammerländer Boßelschluck
- Ammerländer Löffeltrunk
- Mockturtle